# Морозов, Николай Петрович
Никола́й Петро́вич Моро́зов (Морозов-II) (25 августа [7 сентября] 1916, Большое Замошье, Петроградская губерния — 15 октября 1981, Москва) — советский футболист, Полузащитник и тренер. Заслуженный мастер спорта СССР (1946). Заслуженный тренер РСФСР (1961). Заслуженный тренер СССР (1967).
Под руководством Морозова сборная СССР по футболу добилась лучшего результата в своей истории — 4-е место на Чемпионате мира по футболу в Англии в 1966 году.

## Биография
Родился 25 августа (7 сентября) 1916 в деревне Большое Замошье Лужского уезда (по другим данным — в Люберцах, Московская губерния).
Начал играть в 1933 году в сборной подмосковного города Люберцы. Через пять лет он был принят в команду московского «Торпедо».  Один год выступал в московском «Спартаке», заканчивал карьеру в ВВС. Был капитаном «Торпедо».
В 1951 году окончил школу тренеров при ГЦОЛИФК, работал тренером. В 1963 году окончил ГЦОЛИФК.
Затем был помощником начальника Московской железной дороги по военно-спортивной работе (1972), директором спорткомбината «Локомотив» (1973—1975), начальником службы оздоровительно-спортивных баз и сооружений Московской железной дороги (1976—1981).
Существует версия, что Морозов был убит после ссоры в пивном баре возле стадиона «Локомотив».
Похоронен на Кунцевском кладбище, 10 участок.